# 江原久美子
江原 久美子（えはら くみこ、1970年11月15日 - ）は、日本の政治家。国民民主党所属の参議院議員（1期）。深谷市議会議員（1期）、埼玉県議会議員（3期）を歴任。

## 来歴
埼玉県深谷市に生まれ育つ。埼玉県立熊谷女子高等学校、明治大学短期大学卒業後、埼玉縣信用金庫に6年ほど勤めたのち、大阪外国語大学開発・環境専攻へ編入学。2004年、法政大学大学院社会科学研究科政策科学専攻・環境コース修了。在学中にケルン大学に留学した。
2004年より本多平直衆議院議員秘書を務めたのち、2007年、深谷市議会議員に初当選。
2011年、埼玉県議会議員選挙に立候補したが、232票差で落選。2015年、埼玉県議会議員選挙で初当選、以降連続3期当選を果たす。
2025年1月8日、国民民主党は同年夏の第27回参議院議員通常選挙埼玉県選挙区（改選数4）に江原を擁立すると決定。5月26日付けで埼玉県議会議員を辞職した。7月20日投開票の結果、得票数2位で初当選した。

## 選挙歴
| 当落 | 選挙                     | 執行日         | 年齢 | 選挙区       | 政党       | 得票数     | 得票率 | 定数 | 得票順位 /候補者数 | 政党内比例順位 /政党当選者数 |
| ---- | ------------------------ | -------------- | ---- | ------------ | ---------- | ---------- | ------ | ---- | ------------------ | ---------------------------- |
| 当   | 2007年深谷市議会議員選挙 | 2007年4月22日  | 36   | ーー         | 民主党     | 3107票     | ーー   | 34   | 1/42               | /                            |
| 落   | 2011年埼玉県議会議員選挙 | 2011年4月10日  | 40   | 北第5区      | 民主党     | 1万1737票  | ーー   | 3    | 4/5                | /                            |
| 当   | 2015年埼玉県議会議員選挙 | 2015年4月12日  | 44   | 北第4区      | 無所属     | 2万1123票  | ーー   | 3    | 1/4                | /                            |
| 当   | 2019年埼玉県議会議員選挙 | 2019年4月7日   | 48   | 北第4区      | 無所属     | 1万5655票  | ーー   | 3    | 1/5                | /                            |
| 当   | 2023年埼玉県議会議員選挙 | 2023年4月9日   | 52   | 北第3区      | 無所属     | ーー票     | ーー   | 3    | -/3                | /                            |
| 当   | 第27回参議院議員通常選挙 | 2025年07月20日 | 54   | 埼玉県選挙区 | 国民民主党 | 53万5706票 | 15.69% | 4    | 2/15               | /                            |